# Campeonato Europeo de Patinaje Artístico sobre Hielo de 1911
El XVI Campeonato Europeo de Patinaje Artístico sobre Hielo se realizó en San Petersburgo (Rusia) en enero de 1911. Fue organizado por la Unión Internacional de Patinaje sobre Hielo (ISU) y la Federación Rusa de Patinaje Artístico sobre Hielo.

## Resultados
| Puesto | Nombre            | País     |
| ------ | ----------------- | -------- |
| Oro    | Per Thorén        | Suecia   |
| Plata  | Karl Ollov        | Rusia    |
| Bronce | Werner Rittberger | Alemania |

## Medallero
| Núm. | País     | Oro | Plata | Bronce | Total |
| ---- | -------- | --- | ----- | ------ | ----- |
| 1    | Suecia   | 1   | 0     | 0      | 1     |
| 2    | Rusia    | 0   | 1     | 0      | 1     |
| 3    | Alemania | 0   | 0     | 1      | 1     |
|      | TOTAL    | 1   | 1     | 1      | 3     |